# Denni Avdić
Denni Avdić (ur. 5 września 1988 w Husqvarnie) – szwedzki piłkarz pochodzenia bośniackiego.
Jest wychowankiem Husqvarna FF, w wieku piętnastu lat został wykupiony przez klub Brøndby IF, gdzie zanotował występy w rezerwowych drużynach. W 2006 roku został zwolniony z kontraktu na własną prośbę, ponieważ chciał żyć bliżej swojej rodziny w Szwecji. Został zawodnikiem IF Elfsborg. Avdić zadebiutował w listopadzie 2006 roku w wygranym 4:0 meczu przeciwko AIK Fotboll. Avdić strzelił wówczas dwie bramki. Następnie grał w Werderze Brema, PEC Zwolle, AZ Alkmaar i Heraclesie Almelo. W 2016 przeszedł do AIK Fotboll.